# Puyo
Puyo är en provinshuvudstad i Ecuador.   Den ligger i provinsen Pastaza, i den centrala delen av landet, 150 km söder om huvudstaden Quito. Puyo ligger 925 meter över havet och antalet invånare är 24 881.
Terrängen runt Puyo är platt åt sydost, men åt nordväst är den kuperad. Runt Puyo är det glesbefolkat, med 17 invånare per kvadratkilometer. Det finns inga andra samhällen i närheten. I omgivningarna runt Puyo växer i huvudsak städsegrön lövskog.